# Antics3D
Antics3D era un software de animación 3D en tiempo real publicado por Antics Technologies. Es utilizado por aficionados y profesionales para crear visualizaciones animadas tridimensionales de eventos en una variedad de industrias. Los cineastas forman la base de usuarios más grande, que utilizan el software para la previsualización, el guion gráfico y la machinima. Sin embargo, el software también se utiliza en animación forense, educación, formación y muchas otras áreas que se benefician de las visualizaciones animadas. La interfaz de usuario en Antics3D, que es significativamente más fácil que en un software de animación tradicional, esto ha contribuido en gran parte a su aceptación en estos sectores que carecen de experiencia en animación.
A diferencia del software de animación tradicional, las posibilidades para un usuario son limitadas: las escenas siempre utilizarán (como máximo) personajes, automóviles, habitaciones y otros objetos comunes. Sin embargo, esto permite una interacción del usuario mucho más intuitiva, donde los accesorios "inteligentes" responden de manera obvia sin que el usuario necesite definir la respuesta deseada. Por ejemplo, se puede ordenar a un personaje que camine por una habitación simplemente seleccionando el destino; el usuario no necesita animar directamente las piernas, los brazos y otras partes del personaje.
El 28 de noviembre de 2008, el sitio web de la empresa,www.antics3d.com, informó que el software ya no estaba disponible y que no se planeaban versiones futuras. La razón dada fue que el costo de desarrollo y soporte del software había superado los ingresos. Ha surgido un foro de discusión de la comunidad en http://previz.yourbb.eu, y hay un blog de la comunidad en http://antics3d.blogspot.com. Los últimos archivos, que requieren un número de serie ahora inalcanzable para funcionar, se pueden descargar de http://antics3dprofessional.fileburst.com. La actualización reciente mostró que la página de inicio de antics3d y el enlace anterior ya no funcionaban.

## Historia

### Antics Pre-Viz (V1)
Después de mostrar una versión de beta de Antics en SIGGRAPH en 2004, Kelseus oficialmente publica Antics Pre-Viz en April de 2005 en NAB (Asociación Nacional de Radioemisors) en Las Vega, Nevada. La versión inicial del programa estuvo apuntada en usuarios no especialistas, como directores artísticos y editores quién deseó crear pre-visualizaciones o storyboards de escenas en un screenplay. Cuándo la compañía cambió su nombre a Antics Tecnologías más tarde que año, también cambiaron el nombre del programa a justo "Antics", cayendo el "Pre-Viz" al final.

### Antics V2
En SIGGRAPH 2005, Antics Technologies lanzó una actualización, Antics3D V2, que introdujo una línea de tiempo completamente integrada y un flujo de trabajo de animación mejorado, y la interfaz de usuario. En ese momento, la BBC comenzó a utilizar Antics V2 como parte de su programa de formación en producción cinematográfica.

### Antics3D V3
En diciembre de 2007, Antics liberó primero una versión libre de su software. Antics3D V3 tuvo una versión BasePack gratis y una versión ProPack de pago. Este cambio en marketing era un esfuerzo para expandir la base de usuarios del programa para incluir machinima, la re-creación de una escena de delito, marketing y la animación amateur filmmaker. Entre las mejoras en V3 era la capacidad a escala arriba o abajo en medida, un espectador de contenido nuevo, controles de cámara mejorado y capacidad de importación de animaciones BVH y FBX, y modelos 3D
Con el lanzamiento de V3 en diciembre de 2007, Antics Technologies comenzó a distribuir dos versiones diferentes de su programa: la versión gratuita BasePack y la versión paga ProPack. La versión gratuita de Antics3D se conoce como BasePack. Incluye contenido básico básico para la creación de escenas junto con la capacidad de descargar contenido gratuito adicional desde Antics Content Warehouse en línea. Los paquetes de contenido premium, lanzados en intervalos bimensuales, también están disponibles para la compra por parte de los usuarios de BasePack. Los activos incluyen personajes en 3D, edificios, accesorios, decorados, terrenos, archivos de audio, animaciones y poses de personajes.
El ProPack es la versión paga de Antics3D, actualmente con un precio de $595. Además de todas las funciones de BasePack, los usuarios de ProPack también reciben soporte completo al cliente y una licencia para activar Antics V3.1 en hasta dos computadoras. Los usuarios de ProPack de pago tienen acceso gratuito a todos los complementos de contenido, incluidos los paquetes de contenido premium hasta el 3 de diciembre de 2008. El ProPack también viene con un complemento exportador de 3ds Max que permite al usuario exportar a Antics3D: geometría, texturas, personajes, animaciones cinemáticas o de vértice, morph targets y sus animaciones, jerarquías de objetos, fotogramas clave como poses y geometría como pisos delimitados. .

#### Antics3D V3.1
V3.1 fue lanzado en abril de 2008. Amplió la capacidad de importación para incluir modelos SKP de Google SketchUp y un navegador integrado para importar contenido desde Google 3D Warehouse Archivado el 24 de febrero de 2011 en Wayback Machine..

### Antics3D V4
Antics3D V4 fue lanzado en agosto de 2008 y mejoró varias partes del programa, desde la interfaz de usuario hasta la suavidad de las animaciones. El mayor agregado a V4 fueron las sombras y la iluminación, las cuales ahora permite a los usuarios iluminar dinámicamente su escena de manera dramática.

### Antics3D V5
Antics3D V5 fue lanzado en octubre de 2008. Entre otras mejoras, presenta emociones y expresiones de los personajes. Cuando se lanzó V5, Antics Technologies dejó de ofrecer una versión gratuita de Antics3D. La V5.1 (que contiene algunas actualizaciones menores) se lanzó a los usuarios en marzo de 2009.

## Reseñas
1. StudioDaily.com (Revista de cine y video), febrero de 2005, págs. 14-22. Reseñas Antics-PreViz
2. Revista Digit, noviembre de 2006, página 71. Reviews Antics V2
3. Revista Digital Producer en línea, abril de 2007. Reseñas Antics V2.5
4. Revista DV (en línea), diciembre de 2007. Reviews Antics V3.0
5. Renderosity.com, marzo de 2008. Reseñas Antics V3.0  Archivado el 8 de febrero de 2012 en Wayback Machine.